# Попковское сельское поселение
Попко́вское се́льское поселе́ние — муниципальное образование в составе Котовского района Волгоградской области.
Административный центр — хутор Попки.

## История
Попковское сельское поселение образовано 22 декабря 2004 года в соответствии с Законом Волгоградской области № 974-ОД.

## Население
| 2010  | 2012  | 2013  | 2014  | 2015  | 2016  | 2017  |
| ----- | ----- | ----- | ----- | ----- | ----- | ----- |
| 1502  | ↘1449 | ↘1417 | ↘1382 | ↘1355 | ↘1340 | ↘1315 |
| 2018  | 2019  | 2020  | 2021  |       |       |       |
| ↘1305 | ↗1314 | ↘1286 | ↘1260 |       |       |       |

## Состав сельского поселения
| № | Населённый пункт | Тип населённого пункта        | Население |
| - | ---------------- | ----------------------------- | --------- |
| 1 | Нижние Коробки   | хутор                         | 252       |
| 2 | Попки            | хутор, административный центр | 971       |
| 3 | Романов          | хутор                         | 279       |